# Paulí Bellet Renyé
Paulí Bellet Renyé (Sidamon, el Pla d'Urgell, 1913 - Washington DC, Estats Units d'Amèrica, 1987) fou un eclesiàstic i professor. Monjo de l'Abadia de Montserrat, especialitzat en llengües orientals.
Després de deixar el Monestir de Montserrat va estar a diversos centres Europeus, entre aquests Oxford i Cambridge, on realitzà recerques i publicacions sobre la llengua i la literatura coptes (1953-1961). Potencià l'estudi del català a la Universitat Catòlic d'Amèrica (Washington), on des de 1986 existí una fundació en honor de la seva trajectòria personal i professional.

## Fundació Paulí Bellet

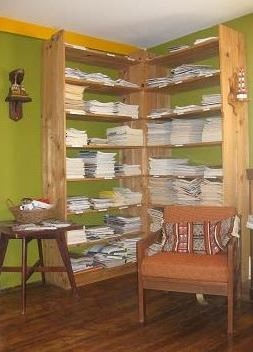
Biblioteca Fundació Paulí Bellet

La Fundació Paulí Bellet és una entitat sense ànim de lucre creada el 1987 amb la voluntat de fomentar la cultura catalana als Estats Units, així com de ser un punt de reunió i acollida dels catalans i catalanòfils de l'àrea de Washington DC.
L'Associació disposa d'una Biblioteca Catalana que és alhora la seu social de l'Entitat.
La biblioteca proporciona un element d'acollida a la comunitat catalana de Washington, i constitueix un recurs molt important per tal de mantenir el contacte i rebre informació de Catalunya. Igualment, l'existència d'una seu física amb aquest tipus d'equipament és decisiva per a donar a conèixer la cultura catalana als Estats Units, així com la presència de catalans a l'àrea. El local, a més, permet l'organització dels cursos de català, del taller literari, així com la realització d'exposicions artístiques.